# 姫路市立城乾中学校
姫路市立城乾中学校（ひめじしりつ じょうけんちゅうがっこう）は、兵庫県姫路市南八代町に所在する公立中学校。

## 概要
旧姫路市立姫路高等学校の跡地に建てられた。
体育館が2つあり第一体育館（城乾市民センター二階）はバレーボールなど、第二体育館はバスケットボールの授業に使われている。生徒数が少なく、2クラスで構成されている姫路市でも珍しい中学校となっている。
2022年より城乾中学校のマスコットキャラクター（じょうけんくん）が完成する。
2022年より「城乾中学校いじめゼロ宣言」ができる。

## 部活動

### 運動部
- 野球部
- サッカー部
- 女子バレーボール部
- 女子バスケットボール部
- ソフトテニス部

### 文化部
- 探究芸術部
- 吹奏楽部
- 茶道部

## 通学区域
- 姫路市立野里小学校校区及び姫路市立城乾小学校校区

## 通学区域が隣接している学校
- 姫路市立東光中学校
- 姫路市立増位中学校
- 姫路市立広嶺中学校
- 姫路市立安室中学校
- 姫路市立琴陵中学校
- 姫路市立白鷺小中学校